# Живая мертвечина
«Живая мертвечина» (англ. Braindead) — новозеландский пародийный фильм ужасов 1992 года, снятый режиссёром Питером Джексоном и получивший статус культового. Фильм рассказывает о локальной вспышке распространения зомби, вызванной экзотическим животным, вывезенным с острова Черепа. По мнению кинокритика Дейвида Страттона, является одной из самых кровавых картин в истории кино.
Оригинальное название фильма «Braindead» для проката на территории Северной Америки было изменено на «Dead Alive» по причине наличия в пакете дистрибьютора фильма с идентичным названием «Когда умирает мозг» (англ. Brain Dead), вышедшего двумя годами ранее.
Фильм получил 13 кинонаград на разных международных кинофестивалях и две номинации.

## Сюжет

### Пролог
В 1957 году зоологическая экспедиция вывозит с острова Черепа, расположенного к юго-западу от Суматры, экзотическое животное — крысо-обезьяну. В ходе погони, во время которой экспедицию преследуют туземцы, крысо-обезьяна кусает одного из зоологов. Обнаружив это, проводники без объяснения причин сперва отрубают ему обе укушенные руки, а увидев рану на лбу, отрубают ему и голову.
Крысо-обезьяну они продают представителю веллингтонского зоопарка.

### Основная история
Главным героем ленты является Лайнел Косгроув, живущий со своей матерью в столице Новой Зеландии Веллингтоне. Отец его погиб при невыясненных обстоятельствах и мать, волевая женщина, полностью контролирует его жизнь, подавляя его своим материнским авторитетом. Лайнел, скромный и воспитанный юноша, знакомится с девушкой по имени Пакита, работающей продавцом в семейной бакалейной лавке. Следуя предсказанию, сделанному ей бабкой, Пакита признаёт в Лайнеле своего избранника, которого указали карты Таро.
Во время свидания, назначенного в зоопарке, Лайнел и Пакита впервые видят крысо-обезьяну, содержащуюся в вольере. Мать Лайнела, Вера Косгроув, решившая проследить за сыном, подвергается нападению крысо-обезьяны, которая кусает её за руку. В течение ближайших дней состояние Веры ухудшается, она постепенно превращается в зомби, мыслительная деятельность сходит на нет, начинаются процессы разложения. Лайнел, которому не достаёт решимости убить родную мать, держит её в комнате в тайне от всех, в том числе и от Пакиты (с которой разрывает отношения, чтобы не подвергать её ненужной опасности). Он вынужден организовать похороны Веры, но ночью выкапывает оживший труп своей матери, чтобы держать его дома. Тем временем жертвами Веры Косгроув становятся: пёс Пакиты (которого она поедает живьём), ухаживавшая за ней медсестра МакТавиш, несколько уличных панков и святой отец МакГрудер.
Лайнел приобретает у ветеринара, иммигранта из Латвии, являющегося беглым нацистом, бутылку с транквилизатором, с помощью которого пытается поддержать компанию зомби в неагрессивном состоянии, заперев их в подвале дома. И некоторое время это ему удаётся. В результате долгого сидения в одном подвале между мёртвыми священником и медсестрой вспыхивает роман, плодом которого становится зомби-младенец, а вскоре объявившийся на похоронах Веры подлый дядя Лес, претендующий на часть наследства, обнаруживает зомби, принимает их за трупы и начинает давить на Лайнела.
Дядя Лес устраивает в доме Косгроувов вечеринку, во время которой запертые в подвале зомби вырываются на свободу и нападают на гостей. В результате Лайнел, Пакита, дядя Лес и ещё несколько человек оказываются в доме, полном зомби, и пытаются выжить в этих экстремальных условиях, параллельно Лайнел раскрывает для себя тайну гибели отца (его вместе с любовницей утопила в ванной мать Лайнела Вера) и понимает, что всю свою жизнь провёл в неведении.

### Резня газонокосилкой
Зомби в фильме уничтожаются самыми разнообразными способами: их убивают электрическим током, измельчают в блендере, раскатывают в лепёшку при помощи выжималки для белья и т. д. Но несмотря на такое разнообразие, ключевой сценой картины принято считать финальную резню, в ходе которой Лайнел, вооружившись газонокосилкой, прорубается через зал, набитый ожившими мертвецами, чтобы прийти на помощь Паките. Эта сцена является одной из самых кровавых за всю историю кинематографа: для её съёмки было использовано 400 л искусственной крови, разбрызгивавшейся со скоростью примерно 20 л в секунду.

## В ролях
| Актёр            | Роль                                |
| ---------------- | ----------------------------------- |
| Тимоти Бальм     | Лайонел Косгроув                    |
| Диана Пеньяльвер | Пакита Мария Санчес                 |
| Элизабет Муди    | Вера Элизабет Косгроув              |
| Ян Уоткин        | Дядя Лес                            |
| Бренда Кендалл   | медсестра МакТавиш                  |
| Джед Брофи       | Войд                                |
| Стюарт Девени    | Священник МакГрудер                 |
| Питер Джексон    | помощник владельца похоронного бюро |

## Премии и награды
Фильм получил 13 кинонаград, в числе которых:
- 2 награды фестиваля фантастических фильмов Fantafestival (1992) — «лучший актёр» (Тимоти Бальм) и «лучшие визуальные эффекты»
- Приз за лучшие визуальные эффекты на Каталонском кинофестивале в Сиджесе (1992)
- Приз «Серебряный Крик» на фестивале фантастического кино в Амстердаме (1993)
- Гран-при кинофестиваля в Авориазе (1993)
- 2 награды международного фестиваля фильмов-фэнтези Fantasporto (1993) — «лучший фильм» и «лучшие специальные эффекты»
- 5 призов киногода Новой Зеландии (New Zealand Film and TV Awards, 1993) — «лучший вклад в дизайн», «лучший режиссёр», «лучший фильм», «лучшая мужская драматическая роль», «лучший сценарий»
- Премия «Сатурн» (1994) за лучший видеорелиз

Кроме того, фильм был номинирован на две премии «Сатурн» (1993) — «лучший фильм ужасов» и «лучшие спецэффекты».